# إسماعيل بن رجاء
أبو إسحاق إسماعيل بن رجاء بن ربيعة الزبيدي كوفي، مُحدث من أئمة الحديث، وهو ثقة، روى عنه مسلم، قيل إِنه كان يجمع صبيان الْكتاب ويحدثهم لكي لا ينسى حديثه، توفي سنة أحد عشر ومائة.

## روايته للحديث
- روى عن: أبيه رجاء بن ربيعة والمعرور بن سويد وأوس بن ضمعج وابن أبي الهذيل روى عنه الأعمش وشعبة وفطر وابن أبي غنية يعد في الكوفيين.[2]
- روى عنه: الأعمش، وشعبة، والمسعودي، وغيرهم. وثقه غير واحد.[2]
- الجرح والتعديل: قال أبو حاتم الرازي: ثقة. وقال أحمد بن شعيب النسائي: ثقة. وقال ابن حجر العسقلاني: ثقة. وقال الذهبي: ثقة. وقال يحيى بن معين: ثقة.[2]